# Lagenorhynchus australis
Lagenorhynchus australis (Дельфін південний) — вид китоподібних ссавців родини Дельфінові (Delphinidae).

## Поширення
Вид поширений у субантарктичних водах навколо острова Вогняна Земля та біля материкового узбережжя Чилі та Аргентини. Полюбляє місця із швидкою течією. Збирається у зграї по п'ять-десять особин. Деколи навесні на паруванні збираються у зграї до 100 особин.

## Опис
Дельфін виростає до 2,7 м завдовжки та вагою до 115 кг. Спина чорного кольору із білою смугою по боках. Морда — темно-сіра. Черево — біле.